# Clearmont (Misuri)
Clearmont es una ciudad ubicada en el condado de Nodaway en el estado estadounidense de Misuri. En el Censo de 2010 tenía una población de 170 habitantes y una densidad poblacional de 405,17 personas por km².

## Geografía
Clearmont se encuentra ubicada en las coordenadas 40°30′29″N 95°1′58″O / 40.50806, -95.03278. Según la Oficina del Censo de los Estados Unidos, Clearmont tiene una superficie total de 0.42 km², de la cual 0.42 km² corresponden a tierra firme y (0%) 0 km² es agua.

## Demografía
Según el censo de 2010, había 170 personas residiendo en Clearmont. La densidad de población era de 405,17 hab./km². De los 170 habitantes, Clearmont estaba compuesto por el 98.82% blancos, el 0% eran afroamericanos, el 0% eran amerindios, el 0% eran asiáticos, el 0% eran isleños del Pacífico, el 0% eran de otras razas y el 1.18% pertenecían a dos o más razas. Del total de la población el 0% eran hispanos o latinos de cualquier raza.